# Дьякону, Мирча
Ми́рча Дья́кону (рум. Mircea Diaconu; 24 декабря 1949, Влэдешти, жудец Арджеш, Румыния — 14 декабря 2024, Бухарест) — румынский актёр театра и кино, педагог, политик, министр культуры Румынии (2012). Депутат Европейского парламента (2014—2019).

## Биография
В 1971 году окончил факультет актёрского мастерства в столичном театральном институте «Иона Луки Караджале» (ныне Национальный университет театра и кино «И. Л. Караджале» (Бухарест)).
В 1970 году впервые выступил на сцене Театра Буландра в спектакле «Голоса травы» Т. Капоте. Год спустя получил свою первую роль в кино в фильме «Свадебный камень».
С 1972 — артист Театра Буландра, в 1982 году, поступил в труппу Театра Ноттара. В 1990 году ушёл из театра, став первым артистом Румынии, который добровольно покинул стены театрального заведения, и стал заниматься свободной актерской деятельностью.
Снялся во многих кассовых румынских кинофильмах.
Позже занялся преподавательской работой, был профессором театральной академии, директором Театра Ноттара.
С конца 1980-х годов — активный политик. Член румынской Национальной либеральной партии.

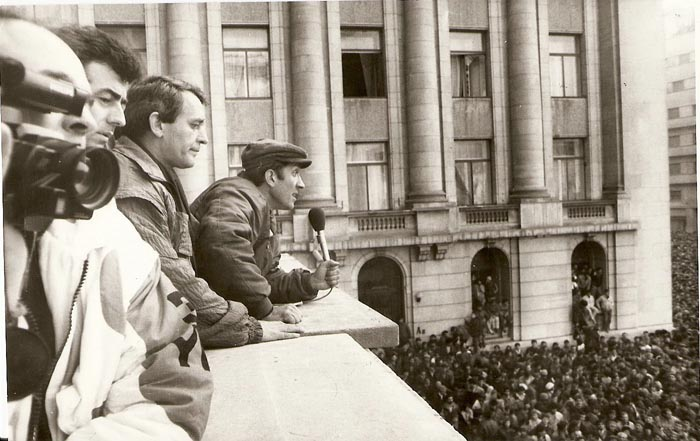
Мирча Дьякону (с микрофоном) выступает на митинге сторонников свержения Чаушеску. Бухарест. 1989 г.

Участник румынской революции 1989 года, приведшей к свержению правительства президента СРР Николае Чаушеску.
В 2008—2012 годах был избран в сенат страны от своей партии. В мае 2012 года назначен на пост министра культуры Румынии. Через несколько недель отказался от министерского кресла после решения суда, принявшего решения, что он по закону не может совмещать работу министра, будучи директором театра и сенатором.

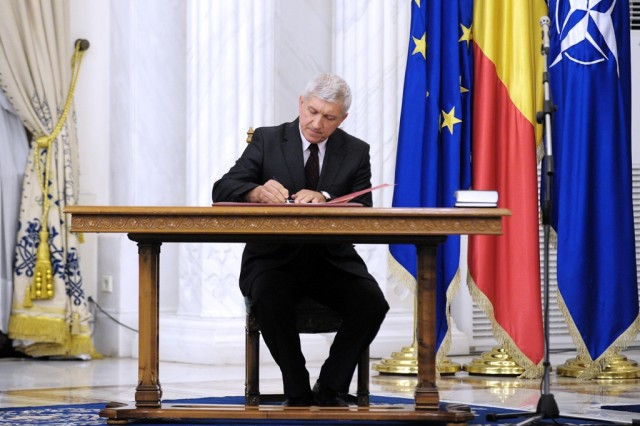
Мирча Дьякону

В 2014 году Мирча Дьякону в качестве независимого депутата с успехом участвовал в выборах и стал членом европарламента VIII каденции от Румынии.

### Смерть
Дьякону умер 14 декабря 2024 года от рака толстой кишки в Клиническом институте Фундени в Бухаресте. Ему было 74 года.

## Избранная фильмография
- 1972 — Взрыв / Explozia
- 1974 — Капкан
- 1974 — Актёр и дикари / Actorul si salbaticii
- 1977 — Филипп Добрый / Filip cel Bun
- 1978 — Операция «Автобус» / Actiunea «Autobuzul»
- 1979 — Пророк, золото и трансильванцы
- 1979 — Перед молчанием / Inainte de tacere
- 1979 — Актриса и трансильванцы / Artista, dolarii si Ardelenii
- 1981 — Трансильванцы на Диком Западе / Pruncul, petrolul si Ardelenii
- 1981 — Почему звонят колокола, Митикэ? / De ce trag clopotele, Mitică?
- 1983 — Тележка с яблоками / Caruta cu mere
- 1985 — Обещания / Promisiuni
- 1993 — Скорлупа / Găoacea
- 1995 — Данила Перепеляк / Danila Prepeleac
- 1996 — Асфальтовое танго / Asfalt tango
- 2002 — Филантропия / Filantropica
- 2006 — Как я встретил конец света / Cum mi-am petrecut sfarsitul lumii
- 2006 — Больная любовь / Legaturi bolnavicioase